# Oskar Weski
Oskar Weski (* 8. August 1879 in Bischofsburg, Ostpreußen; † 22. November 1952 in Berlin) war ein deutscher Arzt und Zahnmediziner.

## Leben
Weski war ab 1906 als Zahnarzt und Röntgenologe in Berlin tätig.
Er prägte 1921 die Begriffe Paradentium und Paradentose. Unter Paradentium fasste er den gesamten Zahnhalteapparat zusammen, also das Zahnfleisch, den Alveolarknochen, die Wurzelhaut mit den Sharpey-Fasern und das Wurzelzement. Ebenso führte er auch den Begriff Paradentose für alle Erkrankungen des Zahnhalteapparates ein.
Anmerkung:  Ab Mitte des 20. Jahrhunderts wurden diese Wortschöpfungen durch die etymologisch korrekten Begriffe Parodontium und Parodontose abgelöst. Außerdem wird seither auch zwischen entzündlichen und nicht-entzündlichen Erkrankungen strenger unterschieden.
1924 gründete Weski zusammen mit Hans Sachs (1881–1974) und Robert Neumann (1882–1958) die Arbeitsgemeinschaft für Paradentosen-Forschung (ARPA), der auf seine Initiative auch die ARPA Internationale folgte. Außerdem setzte er sich mit Erfolg für eine systematische Behandlung der Zahnbetterkrankungen im Rahmen der Sozialversicherung ein.
Anmerkung:  Die ARPA löste sich 1970 auf. Ihr folgte 1971 die Deutsche Gesellschaft für Parodontologie.